# Samuel Cousins

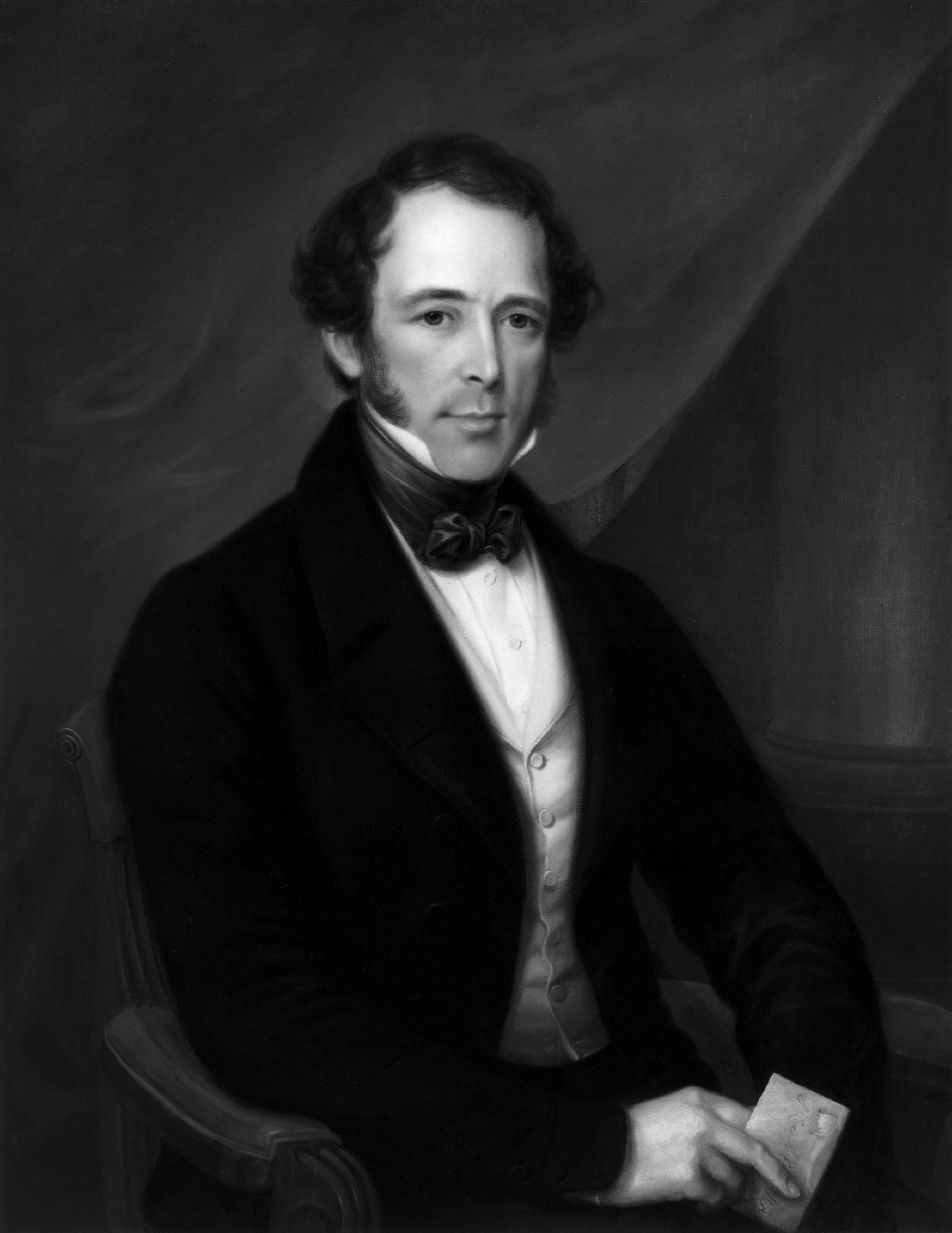
Porträt von Samuel Cousins, 1843

Samuel Cousins (* 9. Mai 1801 in Exeter; † 7. Mai 1887 in London) war ein englischer Kupferstecher.
Samuel Cousins erlernte das Kupferstecherhandwerk bei Samuel William Reynolds. Er schuf Schabkunstblätter nach Thomas Lawrence, Frank Howard, Henry Howard, Henry Raeburn sowie Edwin Landseer. Cousins galt als Meister des Mezzotintoverfahrens, insbesondere seinen Reproduktionen von Bildnissen wird hohe Bedeutung zugemessen.
Cousins war Mitglied der Royal Academy of Arts.

## Werke (Auswahl)

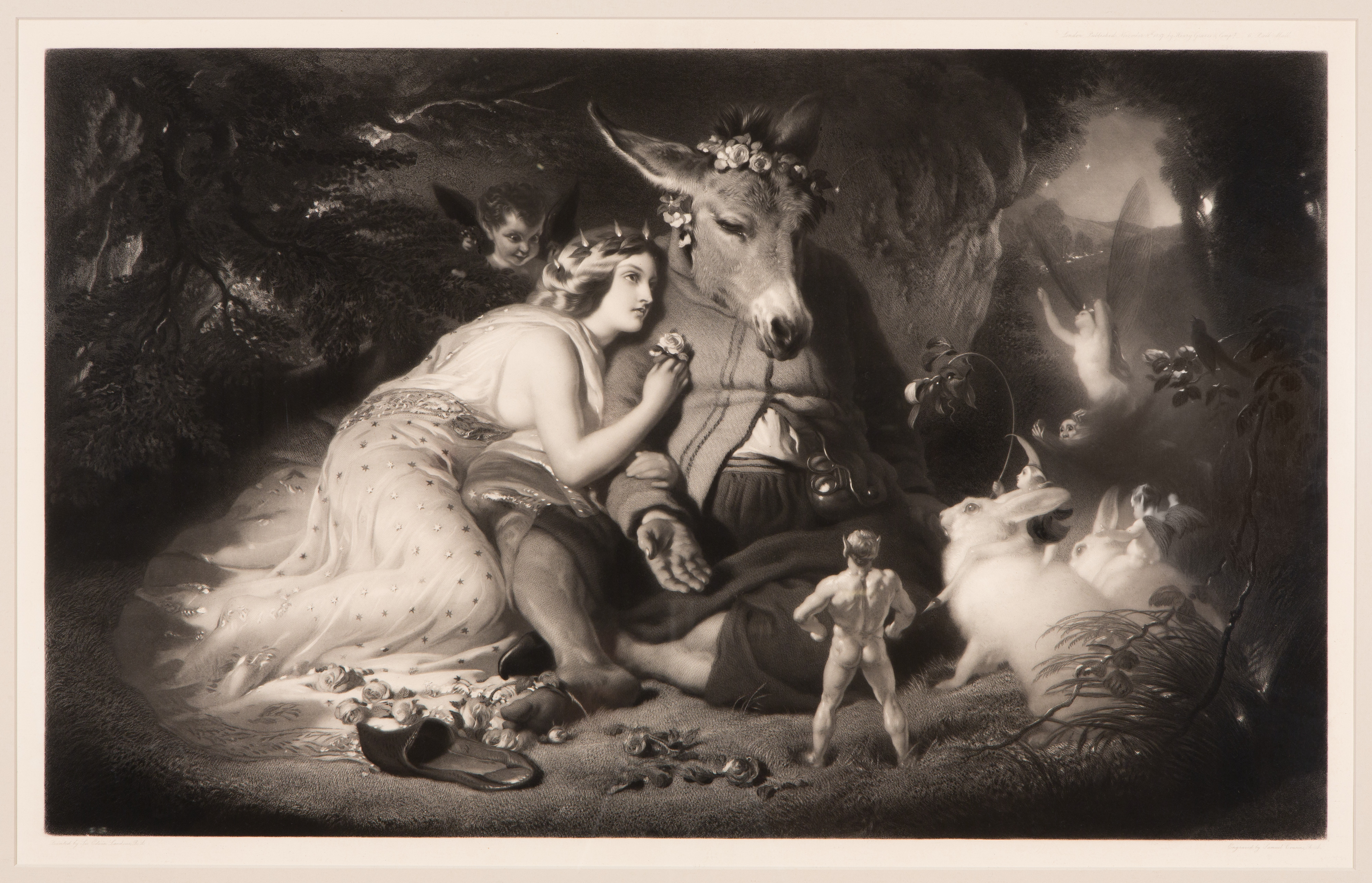
A Midsummer Night's Dream, 1857 nach Edwin Landseer
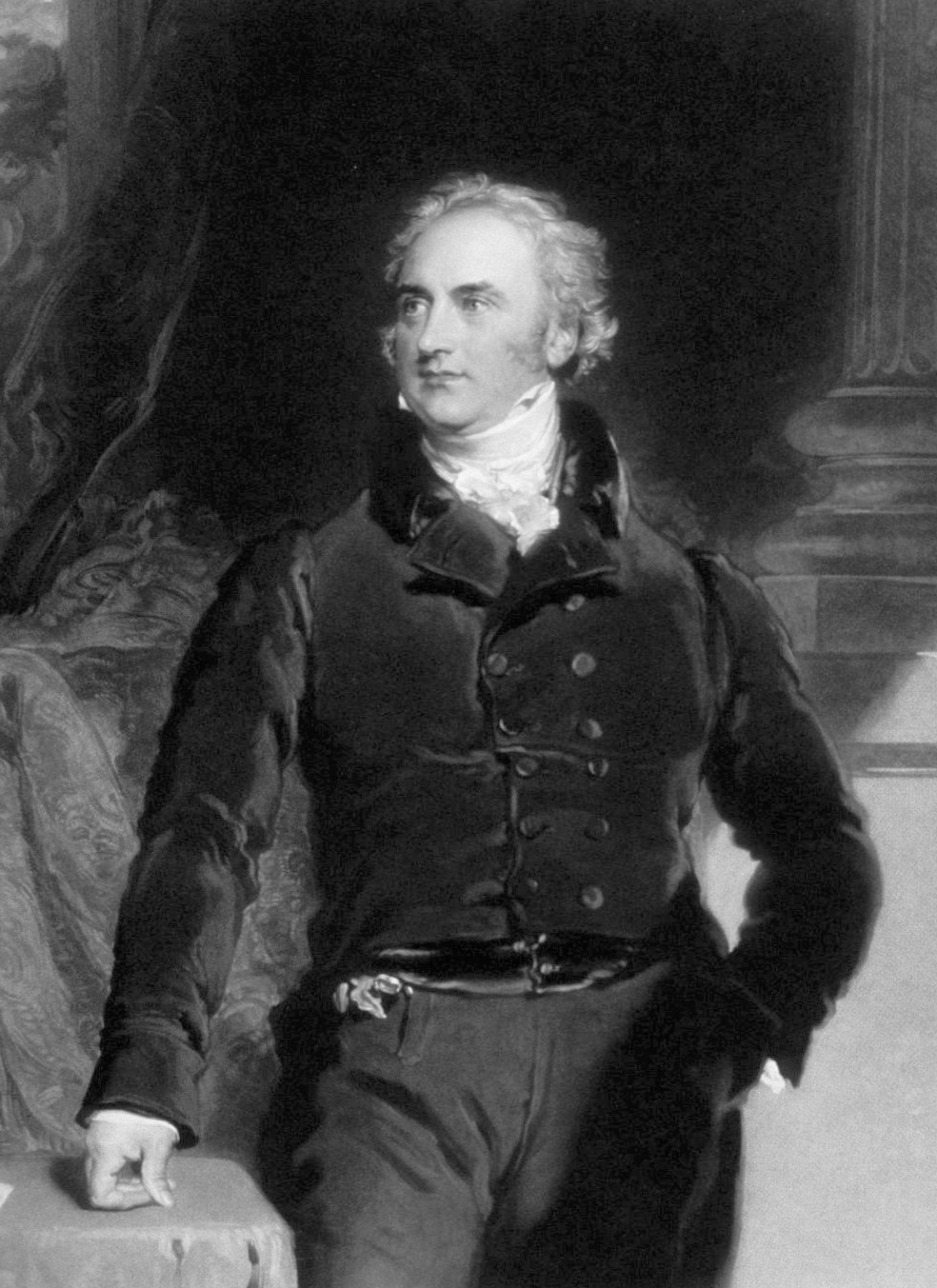
Porträt von Astley Paston Cooper, 1830 nach Thomas Lawrence
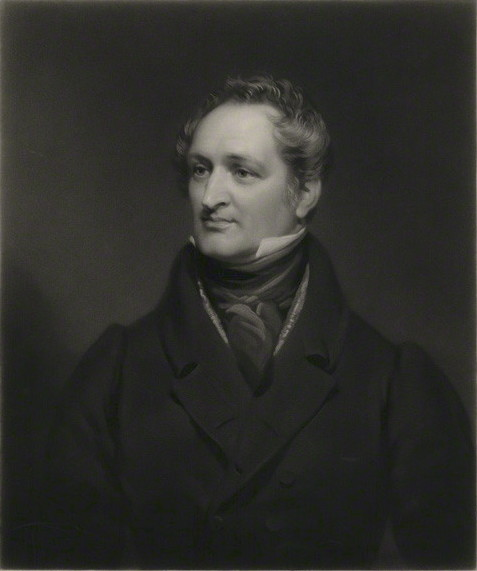
Porträt von Henry Hallam, 1841 nach Thomas Phillips
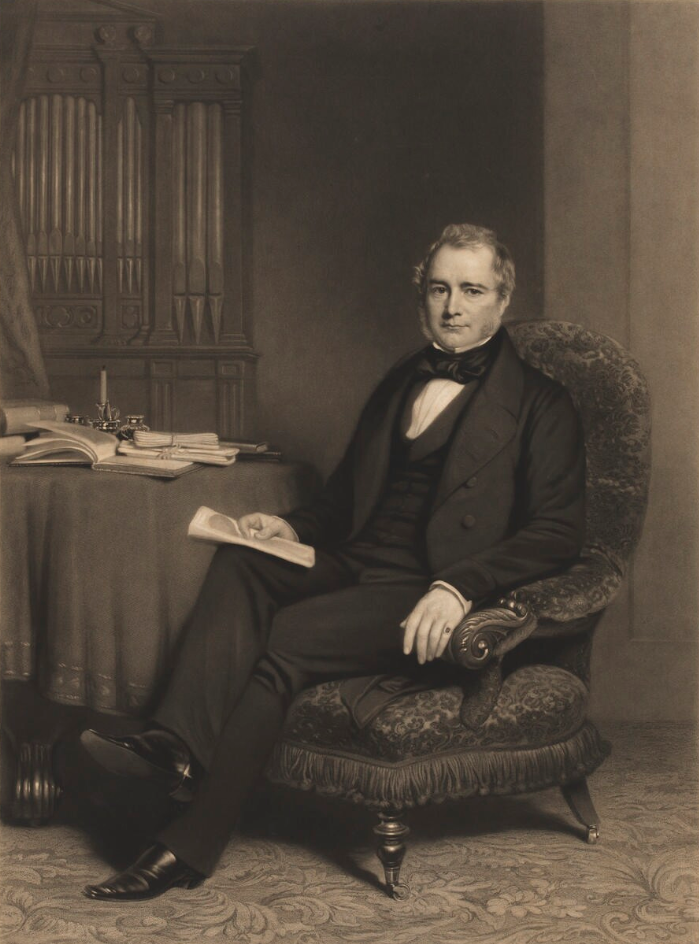
Porträt von Joseph Frederick Ledsam, 1852 nach Eden Upton Eddis
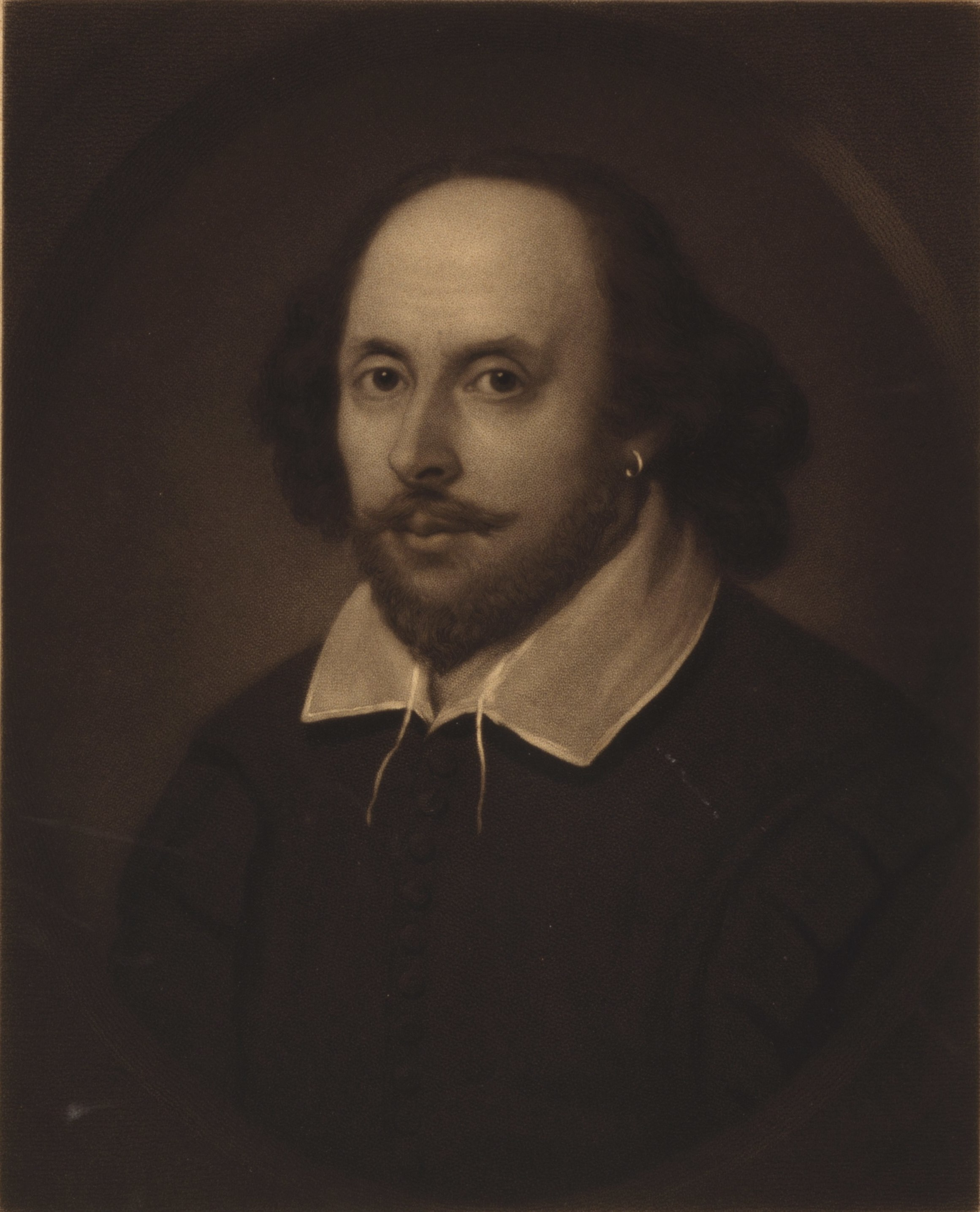
Porträt von William Shakespeare, 1849 nach John Taylor

Cousins Werke sind unter anderem in der National Portrait Gallery in London ausgestellt.